# 花屋敷ぼたん
花屋敷 ぼたん（はなやしき ぼたん）は、日本の漫画家。
トレーディングカードゲーム『アクエリアンエイジ』のイラストなども手がける。現在、アニメ・ゲームの設定・イメージボードなど裏方の仕事が多く、名前を見かけなくなっている。
改名前
→まつした章子
☆代表作
『不思議ゆめチャ』

## 作品リスト
- X・Y・Z―仮想空間のパンドラ（月刊コミックドラゴン）
- デ・ジ・キャラット ラ・ビ・アン!―うさだの恋の物語（季刊デ・ジ・キャラット）
- Kissの次のつぎ

※改名前
まつした章子
『不思議ゆめチャ』